# Академія арабської мови (Каїр)
Каїрська Академія арабської мови (араб. مجمع اللغة العربية في القاهرة; англ. Academy of the Arabic Language in Cairo) — спеціальна академічна наукова установа, розташована у столиці Єгипту місті Каїрі, метою якої є збереження, унормування (орфографії, розмовної практики і письма), розвиток і популяризація арабської мови.
Штаб-квартира Каїрської Академії арабської мови розташована на вулиці Азіз Абаза (Aziz Abazha) у престижному столичному районі Замалек (о-в Гезіра).
Академія арабської мови була заснована в Каїрі королем Фуадом I у 1932 році, а свою діяльність розпочала у 1934 році.  
Установа має керівну раду, що складається з 40 членів, та асамблею у складі 60 членів. Остання включає всіх членів керівної ради і ще 20 членів обираються з числа арабських фахівців, але не з Єгипту, а також відомих арабістів із неарабомовних країн. 
У теперішній час керівництво Каїрської Академії арабської мови — Доктор Шаукі Дхаїф (Dr. Shawqi Dhaif, президент), Доктор Махмуд Гафіз (Dr. Mahmud Hafizh, віцепрезидент) та Доктор Камаль Башр (Dr. Kamal Bashr, генеральний секретар).